# Géomorphométrie
La géomorphométrie mesure les formes du relief. Il s'agit d'une branche de la géographie physique qui crée des outils de mesure exploitables en Géomorphologie et Topographie.

## Indicateurs géomorphométriques
Un certain nombre de critères géomorphométriques ont été développés, par exemple ceux définis en chaque point d'une surface topographique. Parmi les plus courants sont les suivants : l'altitude, la pente, la courbure des lignes de niveau, l'exposition d'un point (N-E-S-O).
D'autres critères plus généraux sont aussi très précieux, comme ceux liés à l'analyse d'un réseau hydrographique ou d'un bassin versant : surface totale du bassin, longueur du réseau, ordre de Strahler du réseau... 
Le travail de géomorphométrie repose aujourd'hui en très grande partie sur l'exploitation des modèles numériques de terrain (MNT), qui permettent une automatisation des calculs et le développement de nouveaux critères.

## Logiciels existants
Logiciel gratuit :
- GRASS_GIS
- Exploitation, analyse des MNT : Microdem
- SAGA GIS : SAGA GIS